# Sound of Silence
"Sound of Silence" é uma canção da cantora australiana de origem coreana Dami Im. A cantora foi escolhida através de uma seleção interna para representar a Austrália no Festival Eurovisão da Canção 2016 em Estocolmo, na Suécia, onde conseguiu um segundo lugar com 511 pontos.

## Faixas e formatos
| Descarga digital |                    |         |  |
| N.º              | Título             | Duração |  |
| 1.               | "Sound of Silence" | 3:15    |  |

| Versão curta |                    |         |  |
| N.º          | Título             | Duração |  |
| 1.           | "Sound of Silence" | 3:07    |  |

Outra versões
- 7th Heaven Club Mix – 7:58
- 7th Heaven Radio Edit – 4:19
- Glamstarr Club Mix – 6:26
- Glamstarr Radio Edit – 3:49
- Glamstarr Instrumental – 6:26

## Lista de posições
| Lista (2016)     | Melhor Posição |
| ---------------- | -------------- |
| Austrália (ARIA) | 68             |